# إيغيرتون فورستر
إيغيرتون فورستر (بالإنجليزية: Egerton Forster)‏ (مواليد 31 أكتوبر 1959) هو ملاكم سيراليوني، مثّل بلاده في الألعاب الأولمبية الصيفية 1984.

## روابط خارجية
إيغيرتون فورستر على موقع اللجنة الأولمبية الدولية (الإنجليزية)
- إيغيرتون فورستر على موقع أوليمبيديا (الإنجليزية)